# سيسكا موسكو
نادي سسكا موسكو الاحترافي لكرة القدم (بالروسية: Профессиональный футбольный клуб ЦСКА Москва́، «نادي الجيش الرياضي المركزي موسكو») هو نادي رياضي من مدينة موسكو في روسيا، تأسس النادي في عام 1911.
لونا الفريق هما الأحمر والأزرق. محبو النادي يلقبونه «كوني» بمعنى «الخيل». استطاع في عام 2005 الفوز بكأس الاتحاد الأوروبي بعدما هزم نادي سبورتينغ لشبونة البرتغالي 3 - 1 في لشبونة، وأصبح أول نادٍ روسي يحصل على بطولة أوروبية على صعيد أندية كرة القدم.

## تاريخ الفريق
تأسس سسكا في عام 1911، وهو أحد أقدم أندية كرة القدم في روسيا وقد حقق أكثر فتراته نجاحًا بعد الحرب العالمية الثانية بخمسة ألقاب في ستة مواسم. وفاز بما مجموعه 7 بطولات الدوري السوفياتي و 5 كؤوس سوفيتية، بما في ذلك ثنائية الموسم الماضي في عام 1991. كما فاز النادي بـ 6 ألقاب في الدوري الروسي الممتاز بالإضافة إلى 7 كؤوس روسية.
بدأ تاريخ نادي سسكا لكرة القدم في عام 1911، عندما تم تنظيم قسم لكرة القدم في جمعية هواة رياضة التزلج (OLLS).
بعد موسم 1917، انتقل جزء من فريق OLLS الاحتياطي إلى الأول. في عام 1921، تم تحديد بطل بطولة موسكو الخريفية (الفائز بكأس فولدا) في المباراة النهائية، التي شارك فيها فريق OLLS و KFS. فاز فريق KFS 6: 0. في موسم 1922، فاز لاعبو OLLS ببطولة موسكو للربيع وحصلوا على المركز الثاني في بطولة الخريف. وفي العام نفسه، فاز فريق OLLS بكأس KFS-Kolomyagi ، حيث التقى الفائزون بالدوري الأول والثاني لبطولة موسكو، وفقًا للوائح، وكأس Tosmen ، حيث التقى أبطال موسكو وبتروغراد.

## أسماء الفريق
- 1911 - 1922: Obshestvo Lyubiteley Lyzhnogo Sporta
- 1923: Opytno-Pokazatel'naya Ploschadka Vseobucha
- 1924 - 1927: Opytno-Pokazatel'naya Ploschadka Voenveda
- 1928 - 1950: Sportivnyi Klub Tsentral'nogo Doma Krasnoy Armii
- 1951 - 1956: Sportivnyi Klub Tsentral'nogo Doma Sovetskoy Armii
- 1957 - 1959: Tsentral'nyi Sportivnyi Klub Ministerstva Oborony
- 1960 - الآن: Tsentral'nyi Sportivnyi Klub Armii

## بطولات الفريق
- كأس الاتحاد الأوروبي: 2005
- الدوري الروسي الممتاز: 1946، 1947، 1948، 1950، 1951، 1970، 1991، 2003، 2005، 2006، 2013، 2014
- كأس روسيا: 1945، 1948، 1951، 1955، 1991، 2002، 2005، 2006، 2008، 2009، 2011، 2013
- كأس السوبر الروسي: 2004، 2006، 2007، 2009، 2013، 2014

## الشعار

الشعار السابق
الشعار الحالي

## تشكيلة الفريق

### التشكيلة الحالية

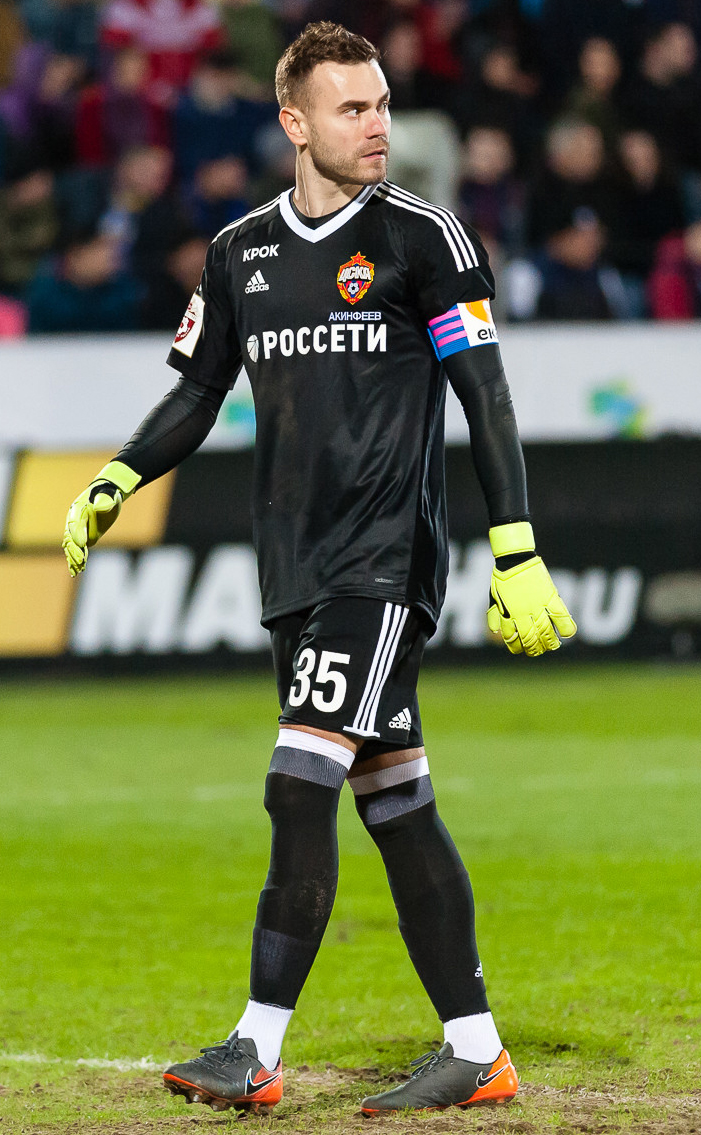
إيغور أكينفيف قائد الفريق

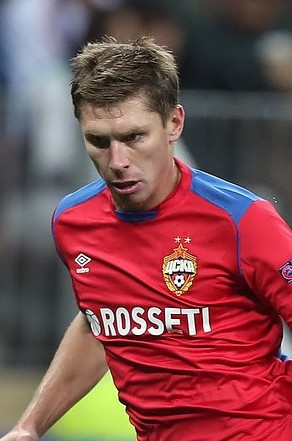
كيريل نابابكين نائب القائد

آخر تحديث في 13 أغسطس 2016.
ملاحظة: تشير الأعلام إلى المنتخب الوطني على النحو المحدد في قواعد الأهلية للفيفا. قد يحمل اللاعبون أكثر من جنسية واحدة غير تابعة للفيفا.
| الرقم | البلد      | المركز | اللاعب                               |
| ----- | ---------- | ------ | ------------------------------------ |
| 1     | روسيا      | حارس   | سيرجي شيبشوغوف                       |
| 2     | البرازيل   | مدافع  | ماريو فرنانديس                       |
| 3     | السويد     | وسط    | بونتوس فيرنبلوم                      |
| 4     | روسيا      | مدافع  | سيرغي إيغناشيفيتش                    |
| 6     | روسيا      | مدافع  | أليكسي بيريزوتسكي                    |
| 7     | صربيا      | وسط    | زوران توشيتش                         |
| 8     | بلغاريا    | وسط    | جورجي ميلانوف                        |
| 9     | ساحل العاج | مهاجم  | لاسينا تراوري (إعارة من نادي موناكو) |
| 10    | روسيا      | وسط    | ألان دزاغويف                         |
| 11    | روسيا      | وسط    | أليكسي يونوف (إعارة من دينامو موسكو) |
| 14    | روسيا      | مدافع  | كيريل نابابكين                       |
| 17    | روسيا      | وسط    | ألكسندر جولوفين                      |
| 19    | لاتفيا     | وسط    | ألكسندرس تساونيا                     |
| 23    | السويد     | مهاجم  | كارلوس ستراندبيرغ                    |
| 24    | روسيا      | مدافع  | فاسيلي بيريزوتسكي                    |

| الرقم | البلد   | المركز | اللاعب              |
| ----- | ------- | ------ | ------------------- |
| 25    | فنلندا  | وسط    | رومان إيريمنكو      |
| 35    | روسيا   | حارس   | إيغور أكينفيف       |
| 39    | روسيا   | مدافع  | فياتشيسلاف كارافايف |
| 42    | روسيا   | مدافع  | جورجي شينيكوف       |
| 66    | إسرائيل | وسط    | بيبراس ناتخو        |

### اللاعبون المعارون
ملاحظة: تشير الأعلام إلى المنتخب الوطني على النحو المحدد في قواعد الأهلية للفيفا. قد يحمل اللاعبون أكثر من جنسية واحدة غير تابعة للفيفا.
| الرقم | البلد | المركز | اللاعب                                        |
| ----- | ----- | ------ | --------------------------------------------- |
|       | روسيا | مدافع  | فيكتور فاسين (إلى نادي أوفا)                  |
|       | روسيا | وسط    | سيرجي تكاشوف (إلى نادي كرييلا سوفيتوف سامارا) |
|       | روسيا | وسط    | ديمتري إيفريموف (إلى نادي أورينبورغ)          |

| الرقم | البلد    | المركز | اللاعب                                      |
| ----- | -------- | ------ | ------------------------------------------- |
|       | البرازيل | وسط    | فيتينيو (إلى نادي إنترناسيونال)             |
|       | روسيا    | مهاجم  | كيريل بانشينكو (إلى نادي دينامو موسكو)      |
|       | روسيا    | مهاجم  | كونستانتين بازليوك (إلى نادي إشتوريل برايا) |

تنتهي إعارة جميع اللاعبين في 30 يونيو 2017، ما عدا فيتينيو؛ فتنتهي في 31 ديسمبر 2016.

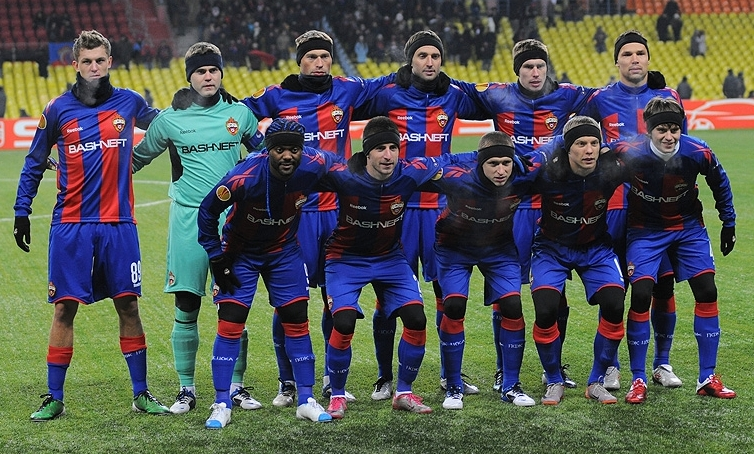
فريق سسكا موسكو في عام 2011

## وصلات خارجية
- الموقع الرسمي نسخة محفوظة 25 أغسطس 2006 على موقع واي باك مشين.